# Райан Оттер
Ра́йан О́ттер (также известен как Ра́йан Петро́вич Рубинште́йн, Ryan Otter и RyanOtter) — российский композитор. Автор музыки к сериалам «Метод», «Триггер», «Гоголь».

## Биография
Ростислав Петрович Пименов родился в Новосибирске. В юности увлекался диджеингом и выступал в местных клубах под псевдонимом DJ Rusk. О биографии композитора известно мало. Композитор работает под псевдонимом «Ryan Otter».

## Работы

### Композитор
- Внутри убийцы (сериал, 2024)
- Иные (сериал, 2024)
- Сквозь время (фильм, 2023)
- Фандорин. Азазель (сериал, 2023)
- Химера (сериал, 2022)
- Этерна: Часть первая (2022)
- Коса (сериал, 2021)
- Топи (сериал, 2021)
- Алиби (сериал)
- Призрак  (мини-сериал)
- Мажор (фильм, 2021)
- Бендер (фильм, сериал, 2021)
- Шерлок в России (сериал)
- Триггер (сериал, 2019)
- Аванпост (фильм и сериал, 2019—2020)
- Болеро Ляйсан Утяшевой (2018)[3]
- Драйв (сериал, 2018)[4]
- Гоголь. Страшная месть (фильм, 2018)
- Гоголь. Вий (фильм, 2018)
- Sпарта (сериал, 2018)[5]
- Троцкий (мини-сериал, 2017) (в титрах: Ryan Otter)
- Гоголь. Начало (фильм, 2017) (в титрах: Ryan Otter)
- Единственный круг (документальный фильм, 2017)
- Территория (мини-сериал, 2016)
- Большие деньги (Фальшивомонетчики) (сериал, 2015) (в титрах: Ryan Otter)[6]
- Клим (сериал, 2015) (в титрах: RyanOtter)[7]
- Не пара (сериал, 2015) (в титрах: Ryan Otter), совместно с Дмитрием Даньковым[8]
- Метод (телесериал) (сериал, 2015) (в титрах: Ryan Otter)[9]
- Провокатор (сериал, 2015) (в титрах: Ростислав Пименов), совместно с Дмитрием Даньковым[10]
- Фарца (телесериал) (2015) (в титрах: Ryanotter)[11]
- Иерей-Сан. Исповедь самурая (фильм, 2015) (в заключительных титрах: RyanOtter)[12]
- Две легенды (мини-сериал, 2014) (в титрах: RyanOtter)[13]
- Саранча (фильм, 2013)[14]

### Актёр
- Привычка расставаться (фильм, 2013) (в титрах: Ryan Otter) — эпизодическая роль

## Награды
- 2016 — премия АПКиТ (Ассоциация продюсеров кино и телевидения) за лучшую оригинальную музыку к телевизионному фильму/сериалу («Фарца»)[15].

- 2018 — номинация АПКиТ (Ассоциация продюсеров кино и телевидения) за лучшую оригинальную музыку к телевизионному фильму/сериалу («Троцкий»)[16].

- 2018 — номинация Первого фестиваля телевизионных художественных фильмов «Утро Родины» за лучшую оригинальную музыку к фильму/сериалу («Троцкий»).

- 2018 — бронзовая медаль международной премии «Global Music Awards» (USA) («Гоголь»)[17][18].